# Estación de tren de Legehar

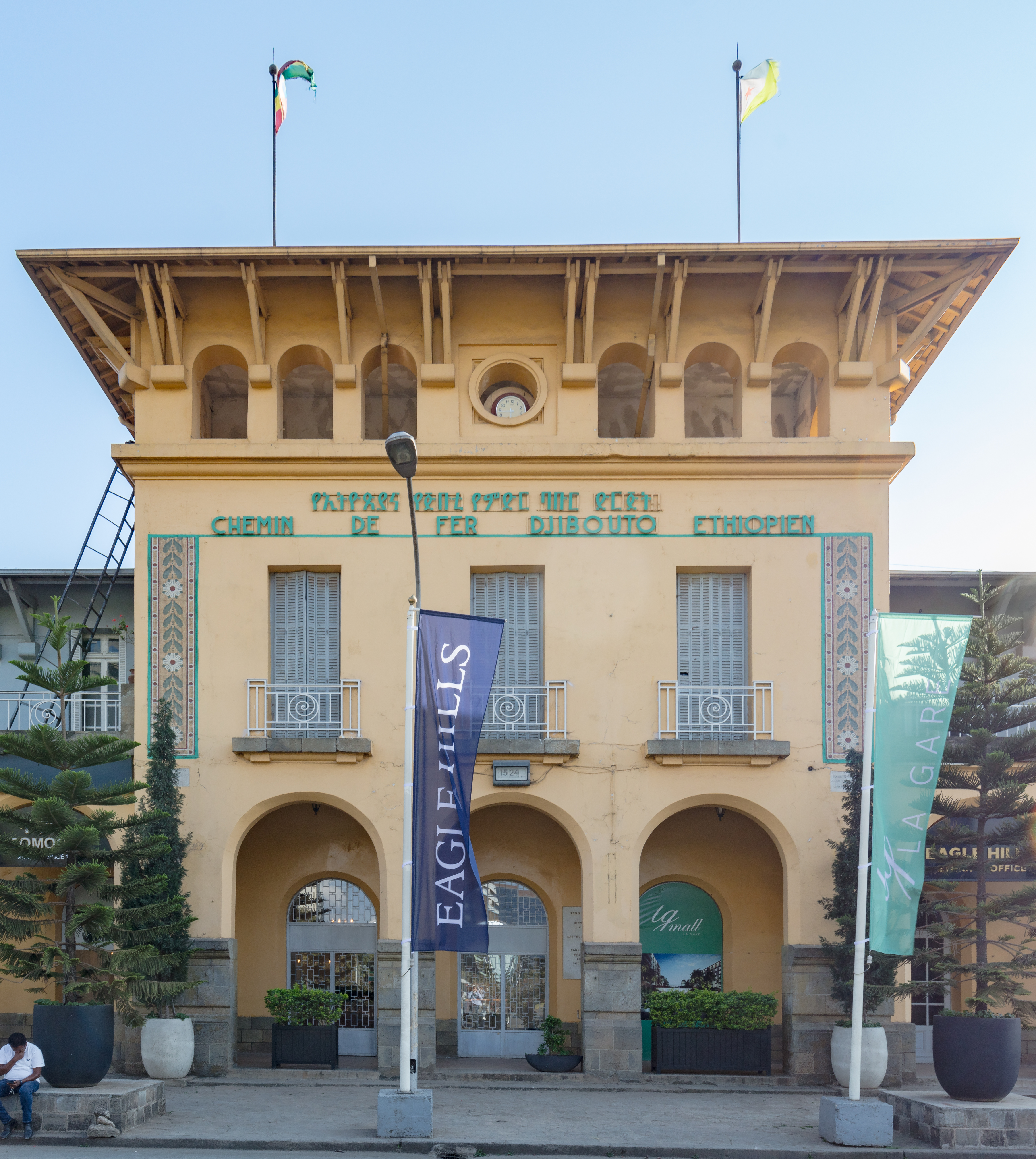
Fachada.

Legehar (del francés La Gare) era la principal estación ferroviaria de Adís Abeba, Etiopía. Era la estación terminal del ferrocarril de vía métrica Etiopía-Yibuti que conectaba la capital de Etiopía con el puerto de Yibuti. Finalizada en 1917, la estación era una parte central de la ciudad y la principal fuente de tráfico hacia la ciudad. El estilo de la estación es francés, lo que refleja la nacionalidad de sus constructores. La estación ya no está en funcionamiento, ya que el ferrocarril de ancho métrico ha sido reemplazado en gran medida por el ferrocarril de ancho estándar entre Adís Abeba-Yibuti, completado en 2017. La estación de ancho estándar está situada en las afueras de Adís Abeba.